# Будагьянц, Николай Абрамович
Николай Абрамович Будагьянц — советский хозяйственный, государственный и политический деятель.

## Биография
Родился в 1935 году в Стаханове. Член КПСС.
С 1958 года — на хозяйственной, общественной и политической работе. В 1958—2002 гг. — мастер, инженер, начальник цеха, заместитель директора, директор Лутугинского завода прокатных валков, генеральный директор Лутугинского государственного объединения по производству валков (ГП «ЛНПВК»). 
За создание и широкое промышленное внедрение комплекса уникального оборудования и принципиально новых технологических процессов производства однослойных и биметаллических изделий ответственного назначения был удостоен Государственной премии СССР в области техники 1980 года.
Избирался народным депутатом Украины IV созыва.
Умер в городе Лутугино в 2010 году.